# Mezinárodní konference katolických skautů
Mezinárodní konference katolických skautů (ICCS) je autonomní, mezinárodní orgán odhodlaný prosazovat a podporovat katolické skautské organizace a tvořit spojení mezi skautským hnutím a katolickou církví. Její sídlo se nachází v Římě.
ICCS má poradní status World Scout Committee  a je členem World Scout Inter-religious Forum (WSIF) společně s Council of Protestants in Guiding and Scouting, International Link of Orthodox Christian Scouts, International Union of Muslim Scouts, International Forum of Jewish Scouts, Won-Buddhism Scout a World Buddhist Scout Brotherhood.
Úzce spolupracuje s Mezinárodní konferencí katolických skautek (ICCG).
Reprezentuje asi 8 milionů skautů.

## Historie
Na první světovém Jamboree v Londýně se kněz Jacques Sevin, francouzsky Jezuita, Jean Corbisier z Belgie a Hrabě Mario di Carpegna z Itálie rozhodly vytvořit mezinárodní zastřešující organizaci pro katolické skauty. Papež Benedikt XV. podpořil tuto myšlenku a v roce 1922 katoličtí skauti z Argentiny, Rakouska, Belgie, Chile, Ekvádoru, Francie, Itálie, Lucemburska, Polska, Španělska a Maďarska zformovaly tuto zastřešující organizaci. Její pravidla byla schválena papežem ve stejném roce. Druhá světová válka zapříčinila konec této organizace. V letech 1946 a 1947 se kontakty mezi asociacemi katolických skautů obnovily a od roku 1948 se konference koná každoročně. tj. v roce 1958 ve Vídni.
V červnu 1962 Svatý stolec schválil stanovy a Listinu katolických skautů a zastřešující organizace přijala jméno Mezinárodní konference katolických skautů. V roce 1977 byla Svatým stolcem schválena nová charta.
Na World Council 2011 byla upravena struktura ICCS, místo každoročního konání bylo rozhodnut pořádat konferenci jednou za 3 roky. Místo generálního tajemníka byli zvoleni předseda a president (se stejnými pravomocemi).

## Členové

### Afrika
Řádní členové
- Benin: Scoutisme Béninois
- Burundi: Association des Scouts du Burundi
- Chez: Les Scouts du Tchad, sdružení ve Fédération du Scoutisme Tchadien
- Pobřeží slonoviny: Association des Scouts catholiques de Côte d'Ivoire, sdružení ve Fédération Ivoirienne du Scoutisme
- Kamerun: Les Scouts du Kamerun
- Gabon: Association des Scouts et Guides Catholiques du Gabon, sdružení ve Fédération Gabonaise du Scoutisme
- Madagaskar: Antilin'i Madagasikara, sdružení ve Firaisan'ny Skotisma Eto Madagasikara
- Rwanda: Association des Scouts du Rwanda
- Senegal: Association des Scouts et Guides du Sénégal, sdružení ve Confédération SÉNÉGALAISE du Scoutisme
- Tanzanie: Tanzania Scouts Association, Konference katolických skautů Tanzanie [7]
- Togo: Association Scoute du Togo
- Uganda: The Uganda Scouts Association

Pozorovatelé:
- Angola: Associação de Escuteiros de Angola
- Kapverdy: Associação dos Escuteiros de Cabo Verde
- Etiopie: Ethiopia Scout Association
- Demokratická republika Kongo: Fédération des Scouts de la République démocratique du Congo
- Guinea: Association Nationale des Scouts de Guinée, Association Nationale Catholique des Scouts de Guinée
- Keňa: The Kenya Scouts Association
- Mali: Scouts et Guides Catholiques du Mali
- Niger: Association des Scouts du Niger
- Nigérie: Boy Scouts of Nigeria
- Zimbabwe: The Boy Scouts Association of Zimbabwe

### Amerika
Řádní členové
- Argentina: Scouts de Argentina, Comisión Pastoral Scout Católica
- Bolívie: Asociación de Scouts de Bolivia
- Brazílie: União dos Escoteiros do Brasil
- Kanada: Association des Scouts du Canada (přidružená k Scouts Canada)[8]
- Chile: Asociación de Guías y Scouts de Chile, Comisión Pastoral
- Kolumbie: Asociación Scouts de Colombia, Comisión Nacional Pastoral Scout Católica
- Kostarika: Asociación de Guías y Scouts de Costa Rica
- Ekvádor: Asociación de Scouts del Ecuador
- Haiti: Scouts d'Haïti
- Nizozemské Antily: Scouting Antiano[7]
- Paraguay: Asociación de Scouts del Paraguay
- Peru: Asociación de Scouts del Perú
- Svatá Lucie: The Saint Lucia Scout Association
- Uruguay: Movimiento Scout del Uruguay, Comisión Pastoral
- Spojené státy: Boy Scouts of America, National Catholic Committee on Scouting

Pozorovatelé:
- El Salvador: Asociación de Scouts de El Salvador

Uchazeči:
- Mexiko: Asociación de Scouts de México

### Asie a Tichomoří
Řádní členové
- Hongkong: The Scout Association of Hong Kong, Catholic Scout Guild
- Japonsko: Scout Association of Japan, Japan Catholic Conference of Scouting
- Jižní Korea: Korea Scout Association, Catholic Scouts of Korea
- Nový Zéland: Scouting New Zealand
- Filipíny: Boy Scouts of the Philippines, National Catholic Committee on Scouting
- Singapur: The Singapore Scout Association, Catholic Scouts of Singapore
- Thajsko: National Scout Organization of Thailand, Ratanakosin Scout Association

Pozorovatelé:
- Austrálie: Scouts Australia
- Macao: Associação de Escoteiros de Macau

### Evropské Středomoří[9]
Řádní členové
- Rakousko: Pfadfinder und Pfadfinderinnen Österreichs
- Belgie: Scouts en Gidsen Vlaanderen, sdružení ve Guides and Scouts Movement of Belgium
- Bosna a Hercegovina: Savez izviđača Bosne i Hercegovine
- Bulharsko: Organizatsia na Bulgarskite Skauty
- Česká republika: Junák – český skaut[10]
- Francie: Scouts et Guides de France, sdružení ve Scoutisme Français
- Německo: Deutsche Pfadfinderschaft Sankt Georg, sdružení ve Ring deutscher Pfadfinderverbände
- Maďarsko: Magyar Cserkészszövetség, Catholic Committee of the Hungarian Scout Association
- Irsko: Scouting Ireland, Forum for Catholics in Scouting Ireland
- Israel: Catholic Scout Association in Israel, sdružení ve Israel Boy and Girl Scouts Federation
- Italie: Associazione Guide e Scouts Cattolici Italiani, sdružení ve Federazione Italiana dello Scautismo
- Jordánsko: Jordanian Association for Boy Scouts and Girl Guides, Catholic Scouts and Guides – Jordan
- Libanon: Les Scouts du Liban, sdružení ve Lebanese Scouting Federation
- Lichtenštejnsko: Pfadfinder und Pfadfinderinnen Liechtensteins
- Litva: Lietuvos Skautija
- Lucembursko: Lëtzebuerger Guiden a Scouten, sdružení ve Luxembourg Boy Scouts Association
- Malta: The Scout Association of Malta
- Palestina: Palestinian Scout Association, Palestinian Catholic Scouts of Saint John the Baptist
- Polsko: Związek Harcerstwa Polskiego
- Portugalsko: Corpo Nacional de Escutas, sdružení ve Federação Escutista de Portugal
- Rumunsko: Organizaţia Naţională Cercetaşii României, Asociaţia Scout Catolică din România
- Slovensko: Slovenský skauting, Slovensky Scouting Catholic Committee[7]
- Španělsko:
  - Movimiento Scout Católico, sdružení ve Federación de Escultismo en España
  - Minyons Escoltes i Guies de Catalunya, sdružení ve Federació Catalana d'Escoltisme i Guiatge
- Švýcarsko:
  - Gruppo delle Sezioni Scout Cattoliche di Scoutismo Ticino, sdružení ve Swiss Guide and Scout Movement
  - Verband katholischer Pfadfinderinnen und Pfadfinder, sdružení ve Swiss Guide and Scout Movement
- Velká Británie: The Scout Association, National Catholic Scout Fellowship

Pozorovatelé:
- Dánsko: Det Danske Spejderkorps, Hertug Knuds Division
- Egypt: Egyptian Federation for Scouts and Girl Guides, Egyptian Catholic Scout Committee
- Francie: Sœurs de la Sainte-Croix de Jérusalem
- Nizozemsko: Scouting Nederland
- Norsko: Norwegian Guide and Scout Association, Oslo Don Bosco's Speider
- Slovinsko: Združenje slovenskih katoliških skavtinj in skavtov
- Sýrie: Scouts of Syria
- Švédsko: Svenska Scoutrådet

Uchazeči:
- Kypr: Cyprus Scouts Association
- Itálie: Südtiroler Pfadfinderschaft

## Činnost

### World Scout Conference a Regional Scout Conferences
ICCS byla zastoupena na 38. Světové skautské konferenci v Jižní Koreji. ICCS byl rovněž zastoupen na 14. Africkéy skautské konferenci v Akkře v listopadu 2009.

### World Scout Jamboree a World Scout Moot
ICCS je aktivní na Světových skautskych Jamboree. Na 20. Světovém skautském Jamboree ICCS vydalo zvláštní ocenění a byl vydán zpěvník.
ICCS bylo také zapojeno do 21. World Scout Jamboree s vlastním kontingentem ""Hyland Abbey.ICCS se účastnilo také Světového Jamboree v roce 2011 ve Švédsku. ICCS bylo aktivním účastníkem World Scout Moot konaném v roce 2000 v Mexiku.

### World Scout Interreligious Symposium
ICCS bylo aktivním účastníkemcelosvětového skautského mezináboženského sympozia:
- 1. World Scout Interreligious Symposium - Valencie, Španělsko, 2003[18]
- 2. World Scout Interreligious Symposium, Tchaj-wan, 2006[19]
- 3. World Scout Inter-religious Symposium, Uganda, 2009[20][21]

### International Scout Week
Mezi 16. - 23. srpna 2009 se konal první Mezinárodní skautský týden v Taizé. 56 skautů a skautský vůdců z Egypta, Německa, Itálie, Litvy, Portugalska, Španělska, České republiky a Maďarska se zúčastnili tohoto mezinárodního týden. Tato akce je naplánována na každé léto. V roce 2010 se konalo od 22. srpna do 29.

### Světový den mládeže
ICCS se účastní nejen činnosti světové skautingu, ale také podporuje činnost katolické církve. Takže se ICCS účastnilo Světových dnů mládeže. ICCS a AGESCI organizovalo vigilie , ICCS a AGESCI s tisíci skautů z celého světa na Světový den mládeže v Římě  ICCS bylo přítomen na 15. Světovem dni mládeže v srpnu 2010 v Madridu.

### Kurzy a jiné akce
ICCS pravidelně pořádat kurzy a tábory pro skauty, skautské vůdce a kaplany na regionální i světové úrovni, například v prosinci 2009 a lednu 2010 Living Stones Camp, ICCS World Seminar 2008 v Jižní Koreji, Pastoral Seminar pro střední Evropu, ICCS skautské Jamboreev Thajsku.